# East Orange
East Orange ist eine Stadt im Essex County des Bundesstaats New Jersey in den USA. Das U.S. Census Bureau ermittelte bei der Volkszählung 2020 eine Einwohnerzahl von 69.612.

## Geographie
Nach dem United States Census Bureau hat die Stadt eine Gesamtfläche von 10,2 km², wobei keine Wasserflächen miteinberechnet sind.
East Orange liegt im Ballungsraum New York und ist etwa 20 Kilometer Luftlinie von Manhattan, dem Zentrum von New York City entfernt.

## Geschichte
East Orange entstand als Township am 4. März 1863 aus Teilen der Town Orange. Am 9. Dezember 1899 wurde sie nach einem Referendum zwei Tage zuvor zur City.
Upsala College
In East Orange befand sich seit 1924 der Campus des 1893 von skandinavischen Einwanderern in New York gegründeten und von der schwedisch-lutherischen Kirche (Swedish Evangelical Lutheran Augustana Synod in North America) unterstützten Upsala College. Das private College hatte in den 1930er und 1940er Jahren bis zu 1500 Studenten. Von 1978 bis 1992 bestand ein weiterer Campus in Wantage Township im Sussex County. Die in den 1970er und 1980er Jahren steigende Kriminalität in der Umgebung des Campus in East Orange wirkte sich auf die Zahl zahlungskräftiger Studenten aus, auch die Qualität der Lehrveranstaltungen sank. Finanzielle Probleme führten zur Schließung des Colleges zum 31. Mai 1995. Das Campusgelände ging in das Eigentum der Stadt über, die die Gebäude im östlichen Teil jetzt für die East Orange Campus High School nutzt. Gebäude im westlichen Teil des Geländes verfielen zunehmend und wurden im Jahre 2006 zum größten Teil abgebrochen, um das Gelände für Wohnbebauung nutzen zu können. Am Upsala College unterrichteten unter anderen Frederick Haussmann und Käthe Bauer-Mengelberg.

## Demographie
Nach der Volkszählung von 2000 gibt es 69.824 Menschen, 26.024 Haushalte und 16.082 Familien in der Stadt. Die Bevölkerungsdichte beträgt 6.859,8 Einwohner pro km². 3,84 % der Bevölkerung sind Weiße, 89,46 % Afroamerikaner, 0,25 % amerikanische Ureinwohner, 0,43 % Asiaten, 0,07 % pazifische Insulaner, 2,14 % anderer Herkunft und 3,80 % Mischlinge. 4,70 % sind Latinos unterschiedlicher Abstammung.
Von den 26.024 Haushalten haben 31,9 % Kinder unter 18 Jahre. 26,0 % davon sind verheiratete, zusammenlebende Paare, 28,8 % sind alleinerziehende Mütter, 38,2 % sind keine Familien, 33,0 % bestehen aus Singlehaushalten und in 11,0 % Menschen sind älter als 65. Die Durchschnittshaushaltsgröße beträgt 2,63, die Durchschnittsfamiliengröße 3,37.
28,1 % der Bevölkerung sind unter 18 Jahre alt, 9,8 % zwischen 18 und 24, 30,1 % zwischen 25 und 44, 20,8 % zwischen 45 und 64, 11,2 % älter als 65. Das Durchschnittsalter beträgt 33 Jahre. Das Verhältnis Frauen zu Männer beträgt 100:81,9, für Menschen älter als 18 Jahre beträgt das Verhältnis 100:74,7.
Das jährliche Durchschnittseinkommen der Haushalte beträgt 32.346 USD, das Durchschnittseinkommen der Familien 38.562 USD. Männer haben ein Durchschnittseinkommen von 31.905 USD, Frauen 30.268 USD. Der Prokopfeinkommen der Stadt beträgt 16.488 USD. 19,2 % der Bevölkerung und 15,9 % der Familien leben unterhalb der Armutsgrenze, davon sind 24,7 % Kinder oder Jugendliche jünger als 18 Jahre und 14,0 % der Menschen sind älter als 65.
Bei der Volkszählung 2010 wurde eine Bevölkerungszahl von 64.270 registriert.

## Söhne und Töchter der Stadt
- Otto Degener (1899–1988), Botaniker und Naturschützer
- Marion Thompson Wright (1902–1962), Historikerin und Aktivistin
- Reginald Edward Vincent Arliss (1906–1996), Ordensgeistlicher
- Cozy Cole (1906–1981), Swing-Schlagzeuger
- George Platt Lynes (1907–1955), Fotograf
- Margaret Clapp (1910–1974), Pädagogin und Hochschullehrerin
- John S. Wold (1916–2017), Politiker
- James Blish (1921–1975), Science-Fiction-Schriftsteller
- Gordon MacRae (1921–1986), Sänger und Schauspieler
- Francis J. Meehan (1924–2022), Diplomat
- Carolyn Heilbrun (1926–2003), Schriftstellerin und Frauenrechtlerin
- Bill Zeliff (1936–2021), Politiker und Mitglied des Repräsentantenhauses
- Dionne Warwick (* 1940), Sängerin und Fernsehmoderatorin
- Gail Graham (1941–2022), Schriftstellerin und Journalistin
- Richard Thaler (* 1945), Wirtschaftswissenschaftler, Nobelpreis 2017
- Robert David Hall (* 1947), Schauspieler
- Ellen M. Pawlikowski (* um 1956), Generalin der United States Air Force
- Bill Ware (* 1959), Jazzmusiker und Komponist
- Laura Bruce (* 1959), Künstlerin
- Joetta Clark Diggs (* 1962), Mittelstreckenläuferin
- Carin Jennings-Gabarra (* 1965), Fußballspielerin und -trainerin
- Kerri Chandler (* 1969), House-Produzent und DJ
- Dorian Missick (* 1976), Schauspieler
- Naturi Naughton (* 1984), Schauspielerin und Sängerin
- Malcolm Jenkins (* 1987), American-Football-Spieler
- Rasul Douglas (* 1995), American-Football-Spieler